# Liste von Terroranschlägen in Frankreich
Die Liste von Terroranschlägen in Frankreich listet in Frankreich geschehene Terroranschläge auf.

## Erläuterung
In der Spalte Politische Ausrichtung ist die politische bzw. weltanschauliche Einordnung der Täter angegeben. Sofern der bzw. die Täter bei dem Anschlag selbst ums Leben kamen, ist dies in Klammern angegeben.
- Von der Global Terrorism Database der Universität Maryland verzeichnete Anschläge:[1]

| Jahr   | Zahl der Anschläge |
| ------ | ------------------ |
| 2018   | 13                 |
| 2017   | 41                 |
| 2016   | 26                 |
| 2015   | 37                 |
| 2014   | 14                 |
| 2013   | 18                 |
| 2012   | 66                 |
| 2011   | 8                  |
| 2010   | 3                  |
| 2009   | 9                  |
| 2008   | 13                 |
| 2007   | 16                 |
| 2006   | 34                 |
| 2005   | 33                 |
| 2004   | 11                 |
| 2003   | 34                 |
| 2002   | 32                 |
| 2001   | 21                 |
| 2000   | 28                 |
| 1999   | 46                 |
| 1998   | 12                 |
| 1997   | 130                |
| 1996   | 270                |
| 1995   | 71                 |
| 1994   | 97                 |
| 1993   |                    |
| 1992   | 126                |
| 1991   | 137                |
| 1990   | 30                 |
| 1989   | 25                 |
| 1988   | 54                 |
| 1987   | 87                 |
| 1986   | 95                 |
| 1985   | 106                |
| 1984   | 145                |
| 1983   | 121                |
| 1982   | 62                 |
| 1981   | 66                 |
| 1980   | 94                 |
| 1979   | 212                |
| 1978   | 59                 |
| 1977   | 53                 |
| 1976   | 58                 |
| 1975   | 39                 |
| 1974   | 29                 |
| 1973   | 14                 |
| 1972   | 11                 |
| 1971   | 0                  |
| 1970   | 0                  |
| Gesamt | 2706               |

## Liste

### Bis 1990
| Datum/Beginn       | Ort            | Artikel/Nachweis | Täter                                                                                | Politische Ausrichtung         | Mittel                      | Ziel                 | Tote | Verletzte |
| ------------------ | -------------- | ---------------- | ------------------------------------------------------------------------------------ | ------------------------------ | --------------------------- | -------------------- | ---- | --------- |
| 29. März 1982      | Limoges        | [ 2 ]            | Marxisten                                                                            | marxistisch                    | Sprengstoff                 | Expresszug           | 5    | 28        |
| 22. April 1982     | Paris          | [ 3 ]            | vermutlich Marxisten                                                                 | marxistisch                    | Autobombe                   | Zeitungsbüro         | 1    | 60        |
| 9. August 1982     | Paris          | [ 4 ]            | Abu-Nidal-Organisation                                                               | autonomistisch-palästinensisch | Schusswaffe(n), Sprengstoff | Jüdisches Restaurant | 6    | 22        |
| 15. Juli 1983      | Paris          | [ 5 ]            | Asala                                                                                | marxistisch-leninistisch       | Kofferbombe                 | Flughafen            | 8    | 55        |
| 14. Juli 1986      | Paris          | [ 6 ]            | Action directe                                                                       | linksextremistisch             | Sprengsatz                  | Polizeigebäude       | 1    | 18        |
| 8. September 1986  | Paris          | [ 7 ]            | vermutlich Committee for Solidarity With Arab and Middle Eastern Political Prisoners |                                | Sprengstoff                 | Postfiliale          | 1    | 19        |
| 12. September 1986 | Paris          | [ 8 ]            | Committee for Solidarity With Arab and Middle Eastern Political Prisoners            |                                | Sprengsatz                  | Einkaufszentrum      | 0    | 54        |
| 15. September 1986 | Paris          | [ 9 ]            | Committee for Solidarity With Arab and Middle Eastern Political Prisoners            |                                | Sprengsatz                  | Polizeistation       | 1    | 56        |
| 19. Dezember 1988  | Cagnes-sur-Mer | [ 10 ]           | Masada Action and Defense Movement                                                   | rassistisch, islamfeindlich    | 2 Brandbomben               | Migrantenhostel      | 1    | 12        |

### 1991 bis 2000
| Datum/Beginn      | Ort   | Artikel/Nachweis                       | Täter | Politische Ausrichtung     | Mittel                    | Ziel                     | Tote | Verletzte |
| ----------------- | ----- | -------------------------------------- | ----- | -------------------------- | ------------------------- | ------------------------ | ---- | --------- |
| 25. Juli 1995     | Paris | Anschlagsserie in Frankreich 1995      | GIA   | salafistisch, wahhabitisch | Sprengkörper (Gasflasche) | U-Bahn-Zug               | 7    | 86        |
| 17. August 1995   | Paris | Anschlagsserie in Frankreich 1995      | GIA   | salafistisch, wahhabitisch | Sprengstoff               |                          | 0    | 17        |
| 7. September 1995 | Lyon  | Anschlagsserie in Frankreich 1995      | GIA   | salafistisch, wahhabitisch | Sprengstoff               | Jüdische Schule          | 0    | 14        |
| 6. Oktober 1995   | Paris | Anschlagsserie in Frankreich 1995      | GIA   | salafistisch, wahhabitisch | Sprengsatz                | U-Bahnhof Maison Blanche | 0    | 18        |
| 17. Oktober 1995  | Paris | Anschlagsserie in Frankreich 1995      | GIA   | salafistisch, wahhabitisch | Sprengsatz                | RER-Schnellzug           | 0    | 30        |
| 3. Dezember 1996  | Paris | Anschlag im Pariser Bahnhof Port-Royal | GIA   | salafistisch, wahhabitisch | Sprengsatz                | Pendlerzug               | 4    | 170       |

### 2001 bis 2010
| Datum/Beginn  | Ort             | Artikel/Nachweis | Täter | Politische Ausrichtung | Mittel     | Ziel          | Tote | Verletzte |
| ------------- | --------------- | ---------------- | ----- | ---------------------- | ---------- | ------------- | ---- | --------- |
| 23. Juli 2001 | Borgo (Korsika) | [ 17 ]           |       |                        | Sprengsatz | Militärposten | 0    | 14        |

### 2011 bis 2015
| Datum/Beginn                | Ort                     | Artikel/Nachweis                              | Täter                                                           | Politische Ausrichtung     | Mittel                             | Ziel                                                           | Tote     | Verletzte |
| --------------------------- | ----------------------- | --------------------------------------------- | --------------------------------------------------------------- | -------------------------- | ---------------------------------- | -------------------------------------------------------------- | -------- | --------- |
| 11, 15, 19, 21,22 März 2012 | Toulouse, Montauban     | Anschlagsserie in Midi-Pyrénées               | Mohammed Merah                                                  | Islamistisch               | Schusswaffe                        | Soldaten, jüdischen Schule, Juden, Polizisten                  | 7 (+1)   | 6         |
| 19. September 2012          | Sarcelles               | [ 18 ]                                        | Jérémie Louis-Sidney und Jérémy Bailly                          | Islamistisch               | Granaten                           | Koscherer Markt, Juden                                         | 0 (+1)   | 1         |
| 25. Mai 2013                | La Défense              | Mordanschlag von La Défense                   | Alexandre Dhaussy                                               | Islamistisch               | Messer                             | Soldaten                                                       | 0        | 1         |
| 20. Dezember 2014           | Joué-lès-Tours          | [ 19 ]                                        | Bertrand Nzohabonayo                                            | Islamistisch               | Messer                             | Polizeidienststelle, Polizisten                                | 0 (+1)   | 3         |
| 21. Dezember 2014           | Dijon                   | [ 20 ]                                        |                                                                 |                            | Fahrzeug                           | Zivilisten                                                     | 0        | 11        |
| 7. Januar 2015              | Paris                   | Anschlag auf Charlie Hebdo                    | Chérif und Saïd Kouachi (al-Qaida auf der arabischen Halbinsel) | islamistisch               | Sturmgewehr                        | Gebäude, Straße                                                | 12       | 11        |
| 8. Januar 2015              | Montrouge               | [ 22 ]                                        | Amedy Coulibaly (IS)                                            | salafistisch, wahhabitisch | Schusswaffe                        | Polizisten                                                     | 1        | 1         |
| 9. Januar 2015              | Paris                   | Geiselnahme an der Porte de Vincennes         | Amedy Coulibaly (IS)                                            | salafistisch, wahhabitisch | Schusswaffe                        | Koscherer Markt                                                | 4 (+1)   | 9         |
| 3. Februar 2015             | Nizza                   | [ 23 ]                                        | Moussa Coulibaly                                                | Islamistisch               | Messer                             | Soldaten                                                       | 0        | 3         |
| 19. April 2015              | Villejuif               | [ 24 ]                                        | Sid Ahmed Ghulam (IS)                                           | Islamistisch               | Schusswaffe                        | Zivilisten                                                     | 1        | 0         |
| 26. Juni 2015               | Saint-Quentin-Fallavier | Terroranschlag von Saint-Quentin-Fallavier    | Yassin Salhi                                                    | islamistisch               | Messer                             | Produktionsanlage für Industriegase                            | 1        | 2         |
| 21. August 2015             | Oignies                 | Anschlag im Thalys-Zug 9364                   | Ayoub El-Khazzani (IS)                                          | Islamistisch               | Schusswaffe, Cutter                | zug, Zivilisten, US-Soldaten                                   | 0        | 3         |
| 13. November 2015           | Saint-Denis, Paris      | Terroranschläge am 13. November 2015 in Paris | IS                                                              | salafistisch, wahhabitisch | Selbstmordattentäter, Sturmgewehre | Stadion, Restaurants, Bataclan, Veranstaltung, Bar, Zivilisten | 130 (+7) | 683       |

### Ab 2016
| Datum/Beginn       | Ort                                                                                 | Artikel/Nachweis                                   | Täter                                                       | Politische Ausrichtung     | Mittel                             | Ziel                                                       | Tote    | Verletzte |
| ------------------ | ----------------------------------------------------------------------------------- | -------------------------------------------------- | ----------------------------------------------------------- | -------------------------- | ---------------------------------- | ---------------------------------------------------------- | ------- | --------- |
| 07 Januar 2016     | Paris                                                                               | [ 34 ]                                             | Tarek Belgacem (IS)                                         | Islamistisch               | Stichwaffe                         | Polizeidienststelle, Polizisten                            | 0 (+1)  | 0         |
| 11. Januar 2016    | Marseille                                                                           | [ 35 ]                                             | IS                                                          | Islamistisch               | Macheten                           | Juden                                                      | 0       | 1         |
| 13. Juni 2016      | Magnanville                                                                         | Terroranschlag in Magnanville                      | Larossi Abballa (IS)                                        | salafistisch, wahhabitisch | Messer                             | Polizist, Polizeisekretärin                                | 2 (+1)  | 0         |
| 14. Juli 2016      | Nizza                                                                               | Anschlag in Nizza                                  | Mohamed Lahouaiej Bouhlel                                   | islamistisch               | Lkw, Pistole                       | Strandpromenade, Veranstaltung, Zivilisten                 | 86 (+1) | 434       |
| 26. Juli 2016      | Saint-Étienne-du-Rouvray                                                            | Anschlag in Saint-Étienne-du-Rouvray               | Abdel Malik Petitjean, Adel Kermiche (IS)                   | salafistisch, wahhabitisch | Schusswaffe, Messer                | Kirche                                                     | 1 (+2)  | 4         |
| 30. August 2016    | Toulouse                                                                            | [ 38 ]                                             | Abderrahmane Amara                                          |                            | Messer                             | Polizist                                                   | 0       | 1         |
| 04. September 2016 | Paris                                                                               | [ 39 ] [ 40 ]                                      | IS                                                          | salafistisch, wahhabitisch | Autobombe                          | Restaurants in der Nähe der Kathedrale Notre-Dame de Paris | 0       | 0         |
| 04. September 2016 | Osny                                                                                | [ 41 ]                                             | Bilal Taghi                                                 | Islamistisch               | Stichwaffe                         | Gefängnis, Justizvollzugsbeamter                           | 0       | 2         |
| 16. Dezember 2016  | Boulogne-Billancourt                                                                | [ 42 ]                                             |                                                             |                            | Brandstiftung                      | Migrantenheim                                              | 1       | 13        |
| 3. Februar 2017    | Paris                                                                               | [ 43 ]                                             | Abdallah El-Hamahmy                                         | islamistisch               | Macheten                           | Soldaten                                                   | 0       | 1 (+1)    |
| 16. März 2017      | Paris                                                                               | [ 44 ]                                             | Verschwörung der Feuerzellen                                | linksextremistisch         | Sprengsatz                         | Internationalen Währungsfonds                              | 0       | 1         |
| 18. März 2017      | Stains, Orly                                                                        | [ 45 ]                                             | Ziyed Ben Belgacem                                          | islamistisch               | Revolver                           | Flughafen Paris-Orly, Polizistzn, Soldaten                 | 0 (+1)  | 1         |
| 20. April 2017     | Paris                                                                               | Anschlag in Paris                                  | Karim Cheurfi                                               | islamistisch               | Sturmgewehr                        | Polizisten, Tourist                                        | 1 (+1)  | 3         |
| 6. Juni 2017       | Paris                                                                               | [ 47 ]                                             | Farid Ikken                                                 | islamistisch               | Hammer                             | Polizist                                                   | 0       | 1 (+1)    |
| 19. Juni 2017      | Paris                                                                               | [ 48 ]                                             | Adam Dzaziri                                                | islamistisch               | Selbstmordattentäter mit Autobombe | Polizeifahrzeug                                            | 0 (+1)  | 0         |
| 9. August 2017     | Levallois-Perret                                                                    | [ 49 ]                                             | Hamou Bachir Benlatrèche                                    | islamistisch               | Pkw                                | Soldaten                                                   | 0       | 6         |
| 13. September 2017 | Toulouse                                                                            | [ 50 ]                                             |                                                             |                            | Körperliche Gewalt                 | Polizisten, Zivilisten                                     | 0       | 7         |
| 13. September 2017 | Dijon                                                                               | [ 51 ]                                             | The Defense Command of the French People and the Motherland |                            | Glasgefäße                         | Student                                                    | 0       | 1         |
| 15. September 2017 | Paris                                                                               | [ 52 ]                                             |                                                             | islamistisch               | Messer                             | Soldat                                                     | 0       | 0         |
| 15. September 2017 | Chalon-sur-Saône                                                                    | [ 53 ] [ 54 ]                                      | The Defense Command of the French People and the Motherland |                            | Hammer                             | Zivilisten                                                 | 0       | 2         |
| 21. September 2017 | Grenoble                                                                            | [ 55 ]                                             | Anarchist Revolt Against Exiled Gendarmes, The Nocturnals   |                            | Brandstiftung                      | Polizeifahrzeuge                                           | 0       | 1         |
| 26. September 2017 | Dijon                                                                               | [ 56 ] [ 57 ] [ 58 ]                               | The Defense Command of the French People and the Motherland |                            | Hammer                             | Student, Zivilisten                                        | 0       | 3         |
| 1. Oktober 2017    | Marseille                                                                           | [ 59 ]                                             | Ahmed Hanachi                                               | islamistisch               | Messer                             | Bahnhof Marseille-Saint-Charles, Zivilisten                | 2 (+1)  | 0         |
| 11. Januar 2018    | Vendin-le-Vieil                                                                     | [ 61 ]                                             | Christian Ganczarski (Al-Qaida)                             | Islamistisch               | Stichwaffen                        | Gefängnis, Justizvollzugsbeamter                           | 0       | 3         |
| 23. März 2018      | Carcassonne, Trèbes                                                                 | Anschlag von Carcassonne und Trèbes                | Radouane Lakdim (IS)                                        | salafistisch, wahhabitisch | Schusswaffe, Messer, Handgranaten  | Supermarkt, Zivilisten, Polizisten, Gendarmerie-Offizier   | 4 (+1)  | 15        |
| 12. Mai 2018       | Paris                                                                               | Anschlag in Paris am 12. Mai 2018                  | Khamzat Azimov (IS)                                         | salafistisch, wahhabitisch | Messer                             | Zivilisten                                                 | 1 (+1)  | 4         |
| 11. Dezember 2018  | Straßburg                                                                           | Anschlag in Straßburg 2018                         | Chérif Chekatt                                              | islamistisch               | Schusswaffe, Messer                | Weihnachtsmarkt, Zivilisten                                | 5 (+1)  | 11        |
| 05. März 2019      | Condé-sur-Sarthe                                                                    | [ 66 ]                                             | Michaël Chiolo, Hanane Aboulhana                            | islamistisch               | Stichwaffe                         | Gefängnis, Justizvollzugsbeamter                           | 0 (+1)  | 2 (+1)    |
| 24. Mai 2019       | Lyon                                                                                | [ 67 ] [ 68 ]                                      | Mohamed Hichem Medjoub (IS)                                 | salafistisch, wahhabitisch | Sprengsatz                         | Bäckerei, Zivilisten                                       | 0       | 14        |
| 3. Oktober 2019    | Paris                                                                               | Anschlag auf die Polizeipräfektur von Paris        | Mickaël Harpon                                              | islamistisch               | Messer                             | Polizeihauptquartier, Polizisten                           | 4 (+1)  | 2         |
| 03. Januar 2020    | Villejuif                                                                           | [ 70 ]                                             | Nathan Chiasson                                             | islamistisch, salafistisch | Messer                             | Zivilisten                                                 | 1 (+1)  | 2         |
| 04. April 2020     | Romans-sur-Isère                                                                    | [ 71 ]                                             | Abdallah Ahmed-Osman                                        | islamistisch               | Stichwaffen                        | Tabakladen, Metzgerei, Zivilisten                          | 2       | 5         |
| 27. April 2020     | Colombes                                                                            | [ 72 ]                                             | Youssef Tihlah (IS)                                         | islamistisch               | Pkw                                | Polizisten                                                 | 0       | 3         |
| 25. September 2020 | Paris                                                                               | Messerangriff in Paris 2020                        | Zaheer Hassan Mehmood                                       | islamistisch               | Messer                             | Zivilisten                                                 | 0       | 2         |
| 16. Oktober 2020   | Éragny-sur-Oise                                                                     | Mord an Samuel Paty                                | Abdullah Anzorov                                            | islamistisch               | Messer                             | Lehrer                                                     | 1 (+1)  | 0         |
| 29. Oktober 2020   | Nizza                                                                               | Anschlag in Nizza 2020                             | Brahim Aouissaoui                                           | islamistisch               | Stichwaffe                         | Kirchenbesucher, Küster                                    | 3       | 0 (+1)    |
| 23. April 2021     | Rambouillet                                                                         | [ 75 ]                                             | Jamel Gorchene                                              | islamistisch               | Messer                             | Polizeidienststelle, Polizisten                            | 1 (+1)  | 0         |
| 22. November 2022  | Annecy                                                                              | .                                                  | Noé E                                                       | islamistisch               | Körperliche Gewalt                 | Polizisten                                                 | 0       | 1         |
| 23. Mai 2023       | Tours                                                                               | [ 77 ]                                             |                                                             | rechtsextremistisch        | Sprengsatz                         | LGBT-Zentrum                                               | 0       | 0         |
| 13. Oktober 2023   | Arras                                                                               | [ 78 ]                                             | Mohamed M.                                                  | islamistisch               | Machete                            | Lehrer, Sicherheitskraft                                   | 1       | 2         |
| 02. Dezember 2023  | Paris                                                                               | Islamistisches Attentat auf dem Pont de Bir-Hakeim | Armand Rajabpour-Miyandoab                                  | islamistisch               | Messer, Hammer                     | Touristen                                                  | 1       | 2         |
| 29. Juli 2024      | nahe Arrou, nahe Croisilles, nahe Lamorville, nahe Pagny-sur-Moselle, nahe Vergigny | [ 79 ]                                             | vermutlich Linksextremisten                                 | linksextremistisch         | Brandstiftung                      | Schieneninfrastruktur                                      | 0       | 0         |
| 02. Februar 2025   | Mulhouse (Elsass)                                                                   | [ 80 ]                                             | Algerier                                                    |                            | Messer, Schraubenzieher            | Tourist, Polizisten                                        | 1       | 7         |